# Gniebing-Weißenbach
Gniebing-Weißenbach est une ancienne commune autrichienne du district de Südoststeiermark en Styrie.
Depuis le premier janvier 2015 elle est intégrée à la municipalité de Feldbach.